# VfB Preußen Greppin 1911
VfB Preußen Greppin 1911 is een Duitse voetbalclub uit Greppin, Saksen-Anhalt. De club speelde voor 1933 op het hoogste niveau. Tot 2007 was Greppin een zelfstandige gemeente, die nu deel is van Bitterfeld-Wolfen.

## Geschiedenis
De club werd opgericht in 1911 en was aangesloten bij de Midden-Duitse voetbalbond. De club speelde na de oorlog in de competitie van Mulde, die als tweede klasse fungeerde onder de Kreisliga Saale.  In 1923 werd de Kreisliga ontbonden en werden de aparte reeksen van de tweede klasse opgewaardeerd tot hoogste klasse en de club speelde verder in de Gauliga Mulde. De club werd twee keer op rij kampioen en mocht zo ook aantreden in de Midden-Duitse eindronde, maar verloor telkens van Hallescher FC Wacker. In 1926 moest de club de eerste plaats delen met VfL 1911 Bitterfeld. Beide clubs bekampten elkaar voor de titel die Greppin won. Om een onbekende reden werd Bitterfeld echter naar de Midden-Duitse eindronde gestuurd, dit jaar was er wel een opvangnet voor vicekampioenen in een aparte eindronde. Greppin versloeg daar de Torgauer Sportfreunde met maar liefst 0-11, maar verloor daarna van BV Olympia-Germania Leipzig. 
Nadat Bitterfeld twee keer op rij kampioen werd kon de club in 1929 nogmaals kampioen worden, maar botste in de eindronde opnieuw op Wacker Halle. VfL Bitterfeld greep hierna de macht en won vier titels op rij. Na een vicetitel in 1930 eindigde Greppin drie keer op de vierde plaats. Na 1933 werd de competitie geherstructureerd. De Midden-Duitse bond werd ontbonden en de vele competities werden vervangen door de Gauliga Mitte en Gauliga Sachsen. Op VfL Bitterfeld na werden de clubs uit Mulde werden te licht bevonden voor zowel de Gauliga Mitte als de Bezirksklasse Halle-Merseburg, die de nieuwe tweede klasse werd. De club ging nu in de 1. Kreisklasse Mulde spelen. Pas in 1939 slaagde de club erin kampioen te worden, maar werd laatste in de promotie-eindronde. Hierna slaagde de club er niet meer in kampioen te worden. 
Na de Tweede Wereldoorlog werden alle Duitse voetbalclubs ontbonden. De club werd heropgericht als SG Greppin en nam in 1948 de naam BSG Chemie Greppin aan. In 1954 werd de club kampioen van de Bezirsliga Halle en promoveerde zo naar de DDR-Liga, de tweede klasse. Na één seizoen degradeerde de club naar de nieuwe II. DDR-Liga. In 1959 degradeerde de club terug naar de Bezirksliga Halle, dat na de ontbinding van de II. DDR-Liga in 1963 terug de derde klasse werd. In 1967 degradeerde Greppin ook hier. De club kon nog voor één seizoen terugkeren maar speelde dan tot aan het einde van het DDR-tijdperk in de Bezirksklasse Halle.
Na de Duitse hereniging werd VfB Preußen Greppin heropgericht.

## Erelijst
Kampioen Mulde
1924, 1925, 1926, 1929